# なみだ恋
「なみだ恋」（なみだこい）は、1973年2月5日に発売された八代亜紀の4枚目のシングル。

## 解説
- 「夜の新宿 裏通り…」で始まる哀感漂う悲恋を歌った曲で、60万枚の大ヒットとなる。この曲で八代は1973年（昭和48年）の第15回日本レコード大賞で歌唱賞を受賞し、第24回NHK紅白歌合戦に初出場を果たす。また東映映画（後述）の主題歌ともなる。なお、2000年（平成12年）の第51回紅白でも同曲を歌っている。

- 当初は「雨のカフェテラス」がA面候補になっており、B面曲として用意されていた「なみだ恋」はレコーディングでほんの数回サラリと歌っただけだったが、最終的にはこちらがA面となり、大衆の支持を受けた。

- 作曲を担当した鈴木淳の実家が山口県防府市に鎮座する防府天満宮であることから、八代の歌手生活50周年の記念の一環として本曲の歌碑が2020年2月に防府天満宮境内に建立された[2]。
- 美空ひばり、鶴岡雅義と東京ロマンチカ、青江三奈、藤圭子、角川博、三善英史、中村美律子、石原裕次郎、などにカバーされている。

## 収録曲
- 両楽曲共に、作曲：鈴木淳／編曲：小谷充

1. なみだ恋（3分9秒）
作詞：悠木圭子
2. 雨のカフェテラス（3分31秒）
作詞：二条冬詩夫
※コーラス：シンガーズ・スリー

## 映画
本曲を題材とした『夜の歌謡シリーズ なみだ恋』は、1973年8月11日に公開。『夜の歌謡シリーズ』の第10作目だが、『夜の歌謡シリーズ』の冠が付くのはこれが最後となる。カラー、シネマスコープ、73分。

### スタッフ
- 企画 - 安斉昭夫
- 脚本 - 成澤昌茂
- 監督 - 斎藤武市
- 撮影 - 山沢義一
- 美術 - 三井祥示
- 音楽 - 小杉太一郎
- 録音 - 広上益弘
- 照明 - 銀屋謙蔵
- 編集 - 祖田富美夫
- 助監督 - 澤井信一郎
- スチル - 藤井善男

### 出演者
- 寺川三枝子 - 中島ゆたか
- 寺川キク江 - 奈良あけみ
- 海老原五郎 - 谷隼人
- ジョージ若松 - 佐々木功
- 肥田野十九二 - 殿山泰司
- 松本剛 - 須賀不二男
- ペギー山中 - 片山由美子
- 土田洋子 - 小林千枝
- 杉本のり子 - 岡田奈津子
- ホステス - 荒木ひろみ
- 木村健 - 和田一樹
- 岡部外科医 - 田辺一鶴
- 看護婦 - 谷本小夜子
- 石井刑事 - 関山耕司
- 高柳刑事 - 小林稔侍
- 八代亜紀 - 八代亜紀

### 製作
主演は中島ゆたか。八代亜紀も自身の名前でクラブ歌手役として出演。当時のインタビューで「こんど初めて映画に出していただくことになったんだけど、役作りが難しくて。3キロもやせちゃったのよ。主演の谷隼人さんとのからみもあるの。チャンと台詞だってあるんだから...」と話しており、『おしゃれ大作戦』(東宝)でクラブ歌手役として撮影に参加したことを伝えるサンケイスポーツ1975年12月4日記事でも「八代は、四十八年大ヒットした『なみだ恋』を映画化した同題名映画に初出演、翌年も『しのび恋』に出演と過去に二回映画出演している」と書かれていることから。映画デビューとされる『銀蝶流れ者 牝猫博奕』は歌を歌っているシーンのみを映したものと見られる。また当時人気が有った講談師の田辺一鶴が、外科医役で助演している。

### エピソード
- 1970年代には劇場での映画スターの一日支配人なるプロモーションがあり[5][6][7]、1973年7月に改装完成した浅草東映、新宿東映で、1973年7月8日から7月26日の間、梅宮辰夫、伊吹吾郎、佐々木剛、中村英子、藤浩子、中島ゆたか、谷隼人、川口英樹らが日替わりで一日支配人を務め、モギリや売店の手伝い、サイン会、歌披露などのファンサービスを行った[5][6][7]。八代は新人時代、映画は東映付いていたため、この時期、東映スターに混じり、このような東映系劇場のオープンイベントなどに出席し[5][6][7]、浅草東映で1973年7月19日、新宿東映で1973年7月26日に劇場一日支配人を務め[6][7]、1973年8月3日鹿児島東映の移転再オープンイベントに岡田茂東映社長や中島ゆたからと同館のオープンイベント出席している[7]。

- 同時上映は『山口組三代目』。学生時代に東映の劇場に通いつめたという杉作J太郎は、『なみだ恋』との併映に「脅して酔わせてどうするつもり」という感想を持ったという[8]。

### 同時上映
『山口組三代目』
- 原作 - 田岡一雄 / 脚本 - 村尾昭 / 監督 - 山下耕作 / 主演 - 高倉健